# Thomas Rudner
Thomas Rudner, né le 11 septembre 1961 à Schwäbisch Gmünd, est un homme politique allemand et membre du parlement européen depuis le 3 juillet 2023 suite de la démission d'Ismail Ertug.

## Biographie
Il étudie la science politique, la sociologie et l'anglais à Ratisbonne et à Marbourg. Il est actif dans le mouvement anti-apartheid, l'Anti-Apartheid-Bewegung, à Bonn. Professionnellement engagé dans le travail avec les jeunes, il est employé notamment par l'organisation DGB-Jugend Bayern. Depuis 2006, il est directeur du centre de coordination des échanges de jeunes germano-tchèques à Ratisbonne. Il a également occupé le poste de vice-président de l'organisation Bayerischer Jugendring. En 2021, il est devient directeur général de la fondation "Jugendaustausch Bayern", une fondation bavaroise qui s'occupe des échanges de jeunes.